# إدريس الثاني
إدريس الثاني (الأزهر) بن إدريس الأول بن عبد الله المَحْض (الكامل)، ثاني حاكم مسلم في إمارة الأدارسة. ولد يوم الاثنين 3 رجب 177هـ الموافق 14 أكتوبر 793م من كنزة بنت إسحاق الأوربية، بعد اغتيال أبيه إدريس الأول بأمر من هارون الرشيد سنة 177هـ/ 793م، اعتقد الشرق بأن نسل الأدارسة انقطع من المغرب. ولكن زوجة إدريس الأول الأميرة كنزة الأوربية كانت حاملًا عند وفاة زوجها. اتخذ فاس عاصمةً للدولة عوض وليلي، وضمن للأسرة الإدريسية استمرارها.

## نسبه
الإمام إدريس بن إدريس بن عبد الله بن الحسن بن الحسن بن علي بن أبي طالب الحسني الهاشمي القرشي، ينتمي إلى البيت النبوي الشريف من جهة الحسن بن علي، وهو من أوائل مؤسسي الدولة الإدريسية في المغرب. أمه كانت ذات أصل غير عربي، تُدعى كنّزة. وُلِد الإمام إدريس يوم الاثنين، الثالث من شهر رجب عام 177 هـ، وكنيته أبو القاسم. 

## وصفه
كان الإمام إدريس يشبه والده في صفاته الجسدية؛ فكان أبيض اللون مشوبًا بحُمرة، أكحل العينين، أجعد الشعر، تامّ القامة، جميل الوجه، أقنى الأنف، مليح العينين، واسع المنكبين، شَتْن الكفين والقدمين (أي غليظهما)، أبلج الوجه (أي مشرقًا)، أدعج العينين (واسع السواد فيهما). أما صفاته الخُلُقية والعلمية فكان فصيحًا بليغًا، أديبًا، عالمًا بكتاب الله تعالى، قائمًا بحدوده، راويًا لحديث النبي صلى الله عليه وسلم، عارفًا بالفقه والسنّة، مميزًا بين الحلال والحرام، مدققًا في فصول الأحكام. وقد عُرف بورعه وتقواه، وجوده وكرمه، حزمه وبسالته، شجاعته وعقله الراجح، وثباته في الملمات. 

## تربيته
يُفيض كتاب روض القرطاس في ذكر تربية إدريس وتكوينه، فيصفه بأنه كان «عارفا بالفقه والسنة والحلال والحرام وفصول الأحكام». سهر راشد على تكوينه، لأن ترشيحه لمنصب الإمامة كان يقتضي معرفة مدققة بالعلوم الدينية واللغة العربية حتى يكون منافسا عن جدارة واستحقاق للخلفاء العباسيين المعاصرين. وهو ما يؤكده نفس المصدر متحدثا عن دور راشد: «وأقرأه القرآن فحفظه وله من السنين ثمانية أعوام، وعلمه السنة والفقه والنحو والحديث والشعر وأمثال العرب وحكمها وسير الملوك وسياستها وعرفه أيام الناس ودربه مع ذلك على ركوب الخيل والرمي بالسهام ومكايد الحرب» (ص 25). وهذا التكوين جدير بأن يثير اهتمام المؤرخ للسبب الذي ذكرنا ولسبب آخر هو أن إدريس نشأ بين قوم كانوا ما زالوا حديثي عهد بالإسلام وكانت بضاعتهم من العربية قليلة. فكان الحفاظ على الدين يتطلب أن يكون الإمام ذا علم وثقافة متينة. كما أن شعوره بهويته كفرد من آل البيت كان يقتضي مثل ذلك التكوين.

## دور راشد والأميرةكنزة الأوربية
ولم يتول إدريس الثاني، مهام الإمامة أثناء هاته الفترة من طفولته، بل ظل تحت وصاية مولاه راشد الذي اغتيل سنة 188. فتولى حينئذ مهمة الوصاية أبو خالد يزيد بن إلياس العبدي. فسارع بأخذ البيعة من جميع قبائل الأمازيغ في 1 ربيع الأول سنة 188 (16 فبراير 804 م) لإدريس وهو ابن إحدى عشرة سنة وخمسة أشهر. وقد اعتمدنا أشهر الروايات في ذكر هاته التواريخ لأن هنالك اختلافات بين المصادر.
والظاهر أن إدريس لم يبتدئ بمباشرة شؤون الدولة بنفسه إلا بعد سنة 190. فالمصادر لا تذكر له أي عمل بَيِّن قبل ذلك التاريخ الذي بدأ يعمل فيه من أجل نقل عاصمة دولته من وليلي إلى فاس. وكل ما يمكن الإشارة إليه هو أن صمود الدولة الفتية للمكايد والصدمات أكسبها سمعة في جهات متعددة من بلاد الإسلام. فاتجهت إليها الأنظار وقصدتها الوفود والمهاجرة من أفريقية والأندلس بالخصوص فيذكر القرطاس هجرة خمسمائة فارس من القيسية والأزد ومدلج وبني يحصب والصدف وغيرهم. وترتب عن تلك الهجرة نتيجتان:
1. إدخال العنصر العربي للدائرة المحيطة بإدريس لأنه ´كان فريدا بين الأمازيغ ليس معه عربي´. حسب تعبير القرطاس.
2. تضخم عدد السكان بمدينة وليلي الشيء الذي دفع بإدريس ومستشاريه إلى التفكير في الانتقال إلى فاس.

## تأسيس مدينة فاس
هل كان إدريس الثاني هو المؤسس لمدينة فاس كما تؤكد ذلك رواية القرطاس أم الذي بدأ بتأسيسها هو إدريس الأول كما تؤكده حجج تاريخية أخرى لا سبيل لتجاهلها؟
الظاهر من البحث التاريخي الحديث أن إدريس الثاني إنما كان مؤسسا لمدينة ثانية تحاذي المدينة الأولى وهي عدوة القرويين التي استقر بها مهاجرة أفريقية من مدينة القيروان وهي المدينة المدعوة العالية في مجموعة من الدراهم حدث سكها بعد بيعة إدريس الثاني. وقد شرع في بناء عدوة القرويين  في 1 ربيع الأول 193 (22 يناير 809 م). وعن تفاصيل هذا الموضوع التاريخي الهام من الأفضل الرجوع إلى مادة فاس في معلمة المغرب.
من لناحية المعمارية، كان بناء المسجد القرويين ذات توجه جنوبي، كما يمكن رؤيته في المساجد الكبرى مثل مسجد قرطبة الكبير . استند ذلك إلى حديث مروي عن نبي الإسلام محمد ينص على أن "ما بين المشرق والمغرب قبلة"، وكذلك على وجهة نظر شعبية مفادها أن المساجد لا ينبغي أن تكون في اتجاه الكعبة بل يجب أن تتبعها. الاتجاه الأساسي للكعبة نفسها (وهو هيكل مستطيل له محاوره الهندسية الخاصة)، والذي بدوره يتماشى وفقًا لمراجع فلكية معينة (على سبيل المثال، محوره الأصغر يتماشى مع شروق الشمس في الانقلاب الصيفي.

## استبعاد أوربة من الحكم
بعد استباب الحكم في يد إدريس الثاني، ضعفت العلاقة بين الأدارسة وأوربة، خصوصا أن الأغالبة في القيروان كانوا يدبرون الدسائس لإضعاف الدولة الإدريسية إن لم يكن للقضاء عليها، والتي منها إثارة التنافر بين إدريس والأمازيغ لأسباب عرقية، وقد ربط ابن الأغلب خيط الاتصال مع إسحاق الأوربي الذي كان من المؤسسين الأوائل للدولة، وحرضه على إدريس الثاني، متذرعا بميل هذا الأخير إلى الوافدين العرب الجدد. فأثار حفيظة إسحاق وقومه، الذين أخذوا يتآمرون عليه. فما كان من إدريس إلا أن تصدى للمتآمرين بقمعهم وقتل زعيمهم إسحاق سنة 192هـ.
والظاهر أن إدريس لم يكن يريد استبعاد أوربة أو الاستغناء عنهم، كما يفهم من تأويل القرطاس لأنه رغب من بعد في استمالتهم من جديد. وإنما كان قصده أن يحول دولته من الإطار القبلي إلى الإطار الإسلامي بالاعتماد على مساعدين لهم علم وخبرة بالنظم الإسلامية وتقاليدها. ولذلك، فإنه اتخذ من عمير بن مصعب الأزدي وزيرا له، ويذكر عنه القرطاس أنه ينتمي لأسرة عريقة في خدمة الدولة الإسلامية. كما عين عامر بن محمد القيسي، قاضيا «وكان رجلا صالحا ورعا فقيها سمع من مالك وسفيان الثوري وروى عنهما كثيرا» (ص 20) واتخذ من عبد الله بن مالك الخزرجي الأنصاري كاتبا له. ولا شك أن هناك أسماء أخرى غفلت عن ذكرها المصادر.
ومن المعلوم أن الأدارسة قاموا بمناوأة الخلافة العباسية. فكان لا بد لهم من أن ينظموا دولتهم على غرارها وأن يتخدوا لأنفسهم دواوين يضعون على رأسها رجالا ذوي خبرة وسمعة في المجتمع الإسلامي المعاصر. وطبيعي أن لا تروق هذه السياسة أنصار الدولة الأولين من أوربة وغيرهم وأن تحدث من جراء ذلك مصاعب وأن يحاول ابن الأغلب استغلال التناقضات التي برزت في صفوفهم. وليس من المستعبد أن يكون القيروانيون الذين غادروا أفريقية وقصدوا إدريس من العناصر المعارضة للخلافة العباسية ولولاتها الأغالبة، وهذا ما زاد في حنق إبراهيم على إدريس ودفعه إلى الكيد به.
وتجلى ذلك في خطة لا تخلو من أسلوب الجاسوسية، إذ أخذ يتصل سرا بأقرب رجل إلى إدريس بهلول بن عبد الواحد المدغري، الذي كان وزيره المخصوص بثقته و«ا القائم بأمره» فأخذ يوغر صدره على إدريس ويزين له الثورة عليه ويغريه بالمال ويحثه على «ترك طاعة إدريس إلى طاعة هارون». وعلى إثر مراسلات عديدة بين الرجلين، تخلى بهلول عن إدريس والتحق بالقيروان عند ابن الأغلب الذي عد الحدث انتصارا وطير به الخبر إلى الرشيد في بغداد. حاول إدريس عبثا أن يستعيد ولاء بهلول إليه، فتضايق من دسائس ابن الأغلب وكتب إليه يستعطفه ويرجوه أن يكف عنه. والظاهر أن حاشية ابن الأغلب كانت تضم عناصر يعطفون على آل البيت وينصحون أميرهم بالاعتدال والكف عن إذاية إدريس.
وفي نفس السياق، يمكننا أن نتساءل عن مصير شخص آخر مهم وهو أبو خالد يزيد العبدي الذي رأيناه يحل محل راشد في الوصاية على عرش إدريس. والظاهر أن أيامه لم تطل في الوفاق مع هذا الأخير بعد أن تسلم مقاليد الأمور.
كل هاته المشاكل لا يصح إلقاء المسؤولية فيها كاملة على الأشخاص، بل هي ناشئة، قبل كل شيء، عن مشروع مهم وجديد، ألا وهو المحاولة الجريئة التي تصدى لها كل من إدريس الأول وإدريس الثاني ألا وهو بناء دولة كبيرة بالمغرب على النسق الإسلامي. وطبيعي أن يصطدم مشروع كهذا بنظام اجتماعي متقادم مبني على القبلية وبعادات وأعراف وعقليات مختلفة عن التصور الجديد الذي أتى به الإسلام.
ومع ذلك، فقد نجح المشروع إلى حد كبير إذا اعتبرنا أن نموذج الدولة الإسلامية بالمغرب انطلق من تلك التجربة الأولى وأن المغاربة سيستوعبون درسها جيدا بعد أن خرجوا من طور المفاجأة الأولى.
وتشير الروايات التاريخية، من جهة أخرى، إلى أن إدريس تحرك هو، أيضا، بجيشه لتوطيد نفوذ دولته بالمغرب، وتجاوز الحدود التي كان قد وصل إليها والده. فتقدم نحو الأطلس الكبير، واستولى على مدينتي نفيس وأغمات وأقام نفوذ الدولة في بلاد مصامدة الجنوب، وكان ذلك في سنة 197 / 812. ثم اتجه بعد ذلك إلى الشرق نحو نفزة وتلمسان التي دخل إليها وأنجز فيها بعض البناءات وأقام بها ثلاث سنين.
وتؤكد لنا دراسة البقايا من النقود الإدريسية الأماكن التي بلغ إليها نفوذ الدولة في عهد إدريس الثاني، وهي الأماكن التي وجدت بها دور السكة. إذ نجد عددها يبلغ ستة عشر وفيها مدن مثل أصيلا والبصرة وتدغة وتلمسان وتهليت وسبو وطنجة والعالية (فاس) ومريرة (مريرت الحالية). وورغة ووازقور (ناحية أم الربيع) وطيط ووليلي وايكم. هذه الأسماء تدلنا، ولو نسينا، على مدى اتساع المملكة التي كان يحكمها إدريس الثاني، وتبين لنا أن هذا الأمير كان يسير بخطى وئيدة في تنفيذ خطة أبيه الذي كان يهدف إلى تأسيس دولة كبيرة ينافس بها دولة العباسيين.
إلا أن هؤلاء كانوا واعين بخطر الأدارسة وحذرين منه أشد حذر، ولذلك، فإنهم ظلوا يحرضون الأغالبة على الكيد لهم. وهكذا مات إدريس فجأة في 10 جمادى الآخر سنة 213 (29 غشت 828) في العهد الذي كان فيه زيادة الله بن الأغلب واليا على أفريقية، وكان سن إدريس عند وفاته ستا وثلاثين سنة.
ولئن ذكر القرطاس أن سبب موته هو أنه شرق بحبة عنب، فإن مصادر أخرى مثل البكري وابن عذاري تذكر أنه مات مسموما. بل إن ابن الأبار يؤكد أن «زيادة الله احتال عليه حتى اغتاله» الحلة السيراء.
وبموت إدريس ينتهي طموح الأدارسة إلى تأسيس دولة قوية موحدة، ويدب إليهم الانقسام والتشتت شيئا فشيئا. فتبدأ صفحة غير وضيئة في تاريخهم. توفي إدريس الثاني سنة 213 هـ وترك من الولد اثنى عشرة تولى منهم محمد ففرق البلاد على إخوته واستمالوا القبائل.

## أسرته
للسلطان إدريس الثاني أكثر من 9 أولاد من بنت عمه سليمان، وكان تزوج وعمره ستة عشر عامًا.

## وفاته
توفي إدريس الثاني نهار الثاني عشر من جمادى الآخرة سنة 213 هـــ / 29 آب 828 م وله من العمر ست وثلاثون سنة 177-213 هـــ / 712 – 828م.
وسبب وفاته أنه تناول حبة عنب فشرق بها، ويعتقد أنها كانت مسمومة. وكانت وفاته بمدينة فاس ودفن بها. وقال أحد الشعراء في ذلك:
منازل آل الله آل رسوله...فأحبب بها أهلا وأحبب بهم مغنى
مدينة إدريس بن إدريس التي...فيها قبره ثاو ومنبره مبنى
وقال آخر:
أيا فاس حيا الله أرضا من ثرى...لما اختارت نجل الرسول محمد
كان الإمام إدريس الثاني عالمًا بكتاب الله قائمًا بحدوده راويًا للحديث جوادًا كريمًا حازمًا فاضلًا، له عقل راجح وحلم واسع وإقدام في مهمات الأمور.
بلغت الدولة الإدريسية على يد الإمام إدريس الثاني أقصى اتساع لها، إذ امتدت من وادي شلف بالمغرب الأوسط شرقًا غلى المحيط الأطلسي غربًا ومن ساحل البحر المتوسط شمالًا إلى الصحراء جنوبًا. وقد سادها الأمن والاستقرار وانصرف الإمام إلى تنظيم شؤونها فنشر الإسلام في أصقاعها النائية التي لم يصل إليها والده الإمام إدريس الأول من قبل وطبق أحكام الشريعة الإسلامية في أرجائها وجبى الأموال المستحقة.
تخلف الإمام إدريس الثاني باثني عشر ولدًا ذكرًا هم محمد وعبد الله وعيسى وإدريس وأحمد وجعفر ويحيى والقاسم وعمر وعلي وداوود وحمزة وبكرهم محمد. وابنة وحيدة عاتكة. فقام بالأمر من بعده وبعهدة منه محمد، أمه حرة من أشراف نفزة وتلقب بالمنتصر.
كان الإمام الجديد أسمر اللون أجعد الشعر.
وقد مدح أحد الشعراء أبناء الإمام إدريس الثاني:
أو لو طهارة أحساب إذا انتسبوا...أبدى السرور ابتهاجًا كلما فخروا
توارثوا المجد عن آبائهم فلهم...فوق السهى رتبًا من فوقها ظهروا
إذا تضوع نشر الحمد عن عبق...فاعلم بأنهم في حينه ذكروا
| قبله: 'إدريس الأول | الدولة الإدريسية (780-974) | بعده: 'محمد بن إدريس الثاني |